# Max Valier Sat
Max Valier Sat war ein italienischer Röntgen- und Amateurfunksatellit. Der Satellit trug den Namen des aus Bozen stammenden Raketenpioniers Max Valier. Er war ein Schülerprojekt der Technologischen Fachoberschulen (TFO) Bozen und Meran, unterstützt durch das deutsche Raumfahrtunternehmen OHB. Mitbetreiber des Satelliten war der Verein Amateurastronomen „Max Valier“.

## Nutzlasten
Die Hauptnutzlast war ein Röntgenteleskop, das vom Max-Planck-Institut für extraterrestrische Physik (MPE) entworfen und gebaut wurde. Die von diesem Detektor erzeugten Daten wurden zusammen mit weiteren Telemetriedaten auf der Amateurfunkfrequenz 145,860 MHz übertragen. Eine zweite Nutzlast war eine Amateurfunkbake, die eine Nachricht in Telegrafie (CW) sendete. Die Frequenzen wurden von der IARU koordiniert.

## Mission
Der Satellit wurde am 23. Juni 2017 mit einer PSLV-Rakete zusammen mit weiteren 30 Satelliten vom Satish Dhawan Space Centre in der Nähe von Chennai (Indien) gestartet. Der Satellit erreichte eine etwa 500 Kilometer hohe polare Umlaufbahn. Gleich nach dem Aussetzen konnte Telemetrie empfangen werden. Der Satellit trat am 30. Juni 2024 wieder in die Erdatmosphäre ein.

## Frequenzen
- Telemetrie Downlink 145,860 MHz
- CW-Bake Downlink 145,960 MHz
- Rufzeichen: II3MV